# 태국 세관국
세관국(태국어: กรมศุลกากร, 영어: Customs Department)은 재무부 산하의 태국의 세관이다.

## 역사
1874년 7월 4일, 쭐랄롱꼰 왕은 호르 라타다코른 파이파트(Hor Ratsadakorn Pipat)이라는 건물을 설립하여 모든 종류의 세금을 징수하고 세관 부서의 형성이 되었다. 맞춤 정책이 복잡했기 때문에, 세관 부서는 기업이 조직과 관리를 더 효과적으로 발전시켜 태국 재무부 장관의 재무부 관리 하에 두었다.

## 조직 구조
| - 중앙 행정국 - 수사국 - 인적 자원 관리국 - 사용자 정의 표준 절차 및 평가국 - 관세국 - 감세 조치국 - 법무국 - 계획 및 국제문제국 - 정보통신기술국 - 방콕 세관국 - 방콕항구국 | - 램차방 항구 세관 국 - 수완나품 국제공항 여객 관세국 - 수완나품 국제공항 화물 통관국 - 라드 크라방(Lad Krabang )항구 화물 통제국 - 관세청 상담원 (브뤼셀) - 관세청 상담원 (홍콩) - 관세청 상담원 (광저우) - 지방세관국 1-4호 |

## 같이 보기
- 방콕 세관
- 태국의 정부부처
- 대한민국 관세청
- 서울본부세관